# Jambi Tulo
Jambi Tulo is een bestuurslaag in het regentschap Muaro Jambi van de provincie Jambi, Indonesië. Jambi Tulo telt 1182 inwoners (volkstelling 2010).